# Adéla z Lippe-Biesterfeldu
Adéla z Lippe-Biesterfeldu (Adéla Karolína Matylda Emílie Anežka Ida Žofie; 22. června 1870, Oberkassel – 3. září 1948, Detmold) byla sňatkem sasko-meiningenskou princeznou.

## Původ a rodina
Adéla se narodila 22. června 1870 jako nejstarší dítě hraběte Arnošta z Lippe-Biesterfeldu a jeho manželky Karoliny z Wartenslebenu.
Po smrti knížete Woldemara z Lippe v roce 1895 se její rodiče zapojili do sporu o regentství a následnictví v knížectví Lippe. Nástupcem se sice stal Woldemarův mladší bratr Alexandr, ten ale nebyl kvůli duševní nemoci schopen vlády. Následně se dvě větve rodu Lippe hádaly o práva na regentství. Byl vybrán Adolf ze Schaumburg-Lippe, švagr německého císaře Viléma II., ale 17. července 1897 bylo Arnoštovi dovoleno stát se regentem Lippe-Detmoldu.

## Manželství a potomci
24. dubna 1889 se osmnáctiletá Adéla v Neudorfu provdala za o devět let staršího prince Fridricha, nejmladšího syna sasko-meiningenského vévody Jiřího II. Spolu měli manželé šest dětí:
- Feodora Sasko-Meiningenská (29. května 1890 – 12. března 1972)
- Adelaida Sasko-Meiningenská (16. srpna 1891 – 25. dubna 1971)
- Jiří Sasko-Meiningenský (11. října 1892 – 6. ledna 1946)
- Arnošt Sasko-Meiningenský (23. září 1895 – 17. srpna 1914)
- Luisa Sasko-Meiningenská (13. března 1899 – 14. února 1985)
- Bernard Sasko-Meiningenský (30. června 1901 – 4. října 1984)

## Role ve sporu o následnictví v Lippe
Dvě větve rodu z Lippe se přely o svá práva v knížectví Lippe-Detmold.
Protože Adélina prababička byla členkou drobné šlechty, nárok její rodiny na plnou královskou hodnost byl zpochybněn. Toto tvrzení ohrožovalo nástupnictví v Sasko-Meiningenu, protože Adéla byla provdána za dědice sasko-meiningenského vévody; pokud by byl její otec považován za muže s nižším královským postavením, mohlo by se stát, že by její vlastní původ nebyl dostatečně rovný pro rodinu jejího manžela.